# Sala HF
Sala HF är en handbollsklubb från Sala, Västmanlands län som bildades 1954.

## Historia
Den 23 januari 1954 grundades klubben på Hallmans konditori. 1964 avancerade SHF:s herrar till division 2 (divisionen under allsvenskan). Idrottshallen var färdigbyggd samma år och vid invigningsmatchen var det fullsatt.
1966 nystartade klubben och det skulle bli en riktig satsning även på ungdomshandbollen som gav resultat. Herrlaget kvalade på 1970-talet till division 1. I början av 1980-talet spelade herrlaget i division 2, därefter på lägre nivå. 
En nystart av damlaget gjordes som slutade med seriespel i division 1, 1990–1991. Herrlaget blev ett division 2-lag igen på 1990-talet. 
2001-2002 var SHF:s herrlag kvalificerade till division 1 spel.

## Tidigare spelare
- Robert Venäläinen